# On Top
On Top (Untertitel "Nur die cleversten kommen ganz nach oben") ist ein 2008 bei Kosmos erschienenes Legespiel von Günter Burkhardt für 2 bis 4 Spieler ab 8 Jahren.

## Inhalt
- 1 Spielplan
- 34 rautenförmige Legeteile
- 10 dreieckige Legeteile
- 84 übereinander setzbare Spielsteine, je 21 in den Farben blau, gelb, rot und weiß
- Spielanleitung (4 Seiten)

## Beschreibung
Die Spieler legen abwechselnd eines der rautenförmigen Legeteile an ein bereits auf dem Spielplan befindliches Legeteil. Dies kann eines der rautenförmigen oder der dreieckigen Teile sein, wovon 2 zu Spielbeginn an vorgegebenen Stellen auf dem Spielplan platziert werden. Weitere Dreiecke werden später in Lücken gelegt in die kein rautenförmiges Teil mehr passt. An den Ecken der rautenförmigen Teile befinden sich Kreissegmente in den Spielerfarben. Wird ein aus 6 Segmenten bestehender Farbkreis vollendet, so stellt zunächst der Spieler, dessen Farbe die zweitmeisten Segmente beisteuert einen seiner Spielsteine auf den Farbkreis. Haben 2 Spieler die zweitmeisten Farb-Segmente, stellen beide einen Stein auf den Farbkreis. Die Reihenfolge spielt dabei keine Rolle. Anschließend stellt der Spieler mit den meisten Farb-Segmenten einen Spielstein oben („on top“) auf diesen Spielstein. Ist ein Spieler allein an dem Farbkreis vertreten stellt nur er einen Spielstein auf. Haben alle an einem Farbkreis beteiligten Spieler gleich viele Segmente, wird kein Spielstein aufgestellt. Anschließend erhält der Spieler, dessen Spielstein oben steht Punkte, und zwar je einen pro Spielstein. Die Punkte werden an der umlaufenden Kramerleiste angezeigt. Werden Punkte für Kreissegmente an einer speziell gekennzeichneten Stelle des Randbereiches vergeben, werden sie verdoppelt. Das Spiel endet, wenn kein Legeteil mehr gelegt werden kann. Nun zieht jeder Spieler seinen Punktanzeiger um soviele Punkte zurück wie er noch ungesetzte Spielsteine hat. Der Spieler, der dann die meisten Punkte hat, ist der Gewinner des Spiels. Gelingt es einem Spieler alle seine Spielsteine zu setzen, bevor das letzte Legeteil gelegt wurde, ist er der Gewinner – auch wenn er weniger Punkte hat.
Im Spiel zu zweit oder dritt werden auch die Spielsteine gesetzt, die kein Spieler benutzt, ist eine neutrale Spielfigur „on top“ werden hierfür aber keine Punkte vergeben. Das Spiel endet auch, wenn alle Spielfiguren einer neutralen Farbe platziert wurden. Es gewinnt dann der Spieler mit den meisten Punkten.

## Varianten
- Im Spiel mit 4 Spielern können auch die gegenübersitzenden Spieler als Team spielen.
- Mit mehr Erfahrung können zu Spielbeginn die ersten beiden Dreiecke auch an beliebigen Stellen oder mehr als zwei Dreiecke platziert werden.